# BK Donetsk
Basketbolnyj kloeb Donetsk (Oekraïens: баскетбольный клуб Донецьк) was een Oekraïense professionele basketbalclub uit Donetsk. De club speelde zijn thuiswedstrijden in de Droezjba Arena.

## Geschiedenis
De club is opgericht in 2006. In 2009 en 2011 werd BK Donetsk tweede om het landskampioenschap van Oekraïne. Een jaar later in 2012 werd BK Donetsk landskampioen van Oekraïne. In 2014 verloren ze de finale om de Beker van Oekraïne van Boedivelnyk Kiev met 88-96. Door het uitbreken van vijandelijkheden in de directe omgeving van de stad in de zomer van 2014 werd BK Donetsk gedwongen haar bestaan op te heffen.

## Erelijst
- Landskampioen Oekraïne: 1
  - Winnaar: 2012
  - Tweede: 2009, 2011

- Bekerwinnaar Oekraïne: 
  - Runner-up: 2014

## Bekende (oud)-coaches
- Igors Miglinieks (2008-2009)
- Ramūnas Butautas (2009)
- Dražen Anzulović (2009-2010)
- Saša Obradović (2010-2012)
- Vlada Jovanović (2012)
- Josep Maria Berrocal (2012-2013)

## Bekende (oud)-spelers
- Darius Songaila
- Maksym Pustozvonov